# Kobaš
Kobaš (en serbe cyrillique : Кобаш) est un village de Bosnie-Herzégovine. Il est situé dans la municipalité de Srbac et dans la république serbe de Bosnie. Selon les premiers résultats du recensement bosnien de 2013, il compte 887 habitants.
Avant la guerre de Bosnie-Herzégovine, le village était connu sous le nom de Bosanski Kobaš.

## Démographie

### Évolution historique de la population dans la localité
| 1948 | 1953 | 1961 | 1971  | 1981  | 1991  | 2013 |
| ---- | ---- | ---- | ----- | ----- | ----- | ---- |
| 702  | 943  | 995  | 1 140 | 1 145 | 1 014 | 887  |

|  |

### Communauté locale
En 1991, la communauté locale de Bosanski Kobaš comptait 1 437 habitants, répartis de la manière suivante :